# 济南公共交通集团有限公司
济南公共交通集团有限公司，曾名为济南市公共交通总公司，是一家在济南市市区及近郊区经营公共交通客运的国有企业。该公司的前身山东省交通厅济南市内客运营业所成立于1949年。目前，该公司下辖以下几个分公司：
- 一公司
- 二公司
- 三公司
- 电车公司
- 恒生公司
- 快速公交公司
- 旅游公司